# Retórica constructivista
La retórica constructivista es una disciplina científica que estudia todos los recursos de la expresividad discursiva como construcciones que interpretan y procuran el entendimiento de las diferentes situaciones y actuaciones sociales a que dichos discursos responden. El objetivo del estudio de esta disciplina es el análisis (con base retórica) de los discursos que construyen nuevas realidades sociales, por lo que se trata de un mecanismo de reflexión social sobre los discursos que definen e interpretan el mundo en el que vivimos. 

## Antecedentes

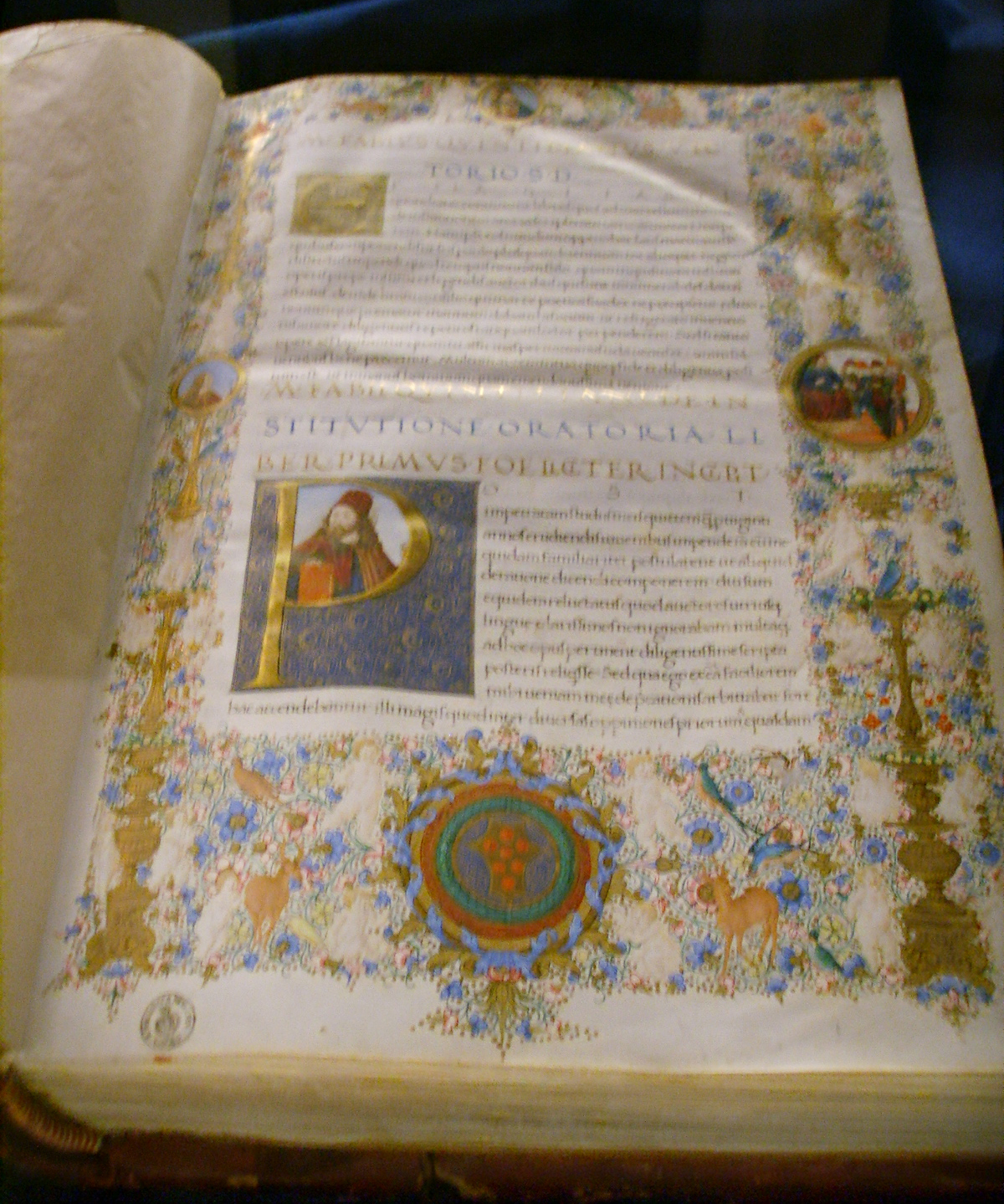
Fotografía de una edición del Institutio Oratoria de Quintiliano.

La retórica, que según Quintiliano "nos permite trabajar y cuidar la facultad de decir" , nos proporciona una compleja teoría para el estudio de la  construcción de los distintos tipos de discurso público con intención persuasiva.
Ahora bien, cuando Quintiliano escribió su tratado (en el 95 d. C.), hablar de la retórica como un mecansimo útil e imprescindible para las sociedades democráticas ya era un anacronismo. No podía tener el sentido político que pretendía conferirle aún Quintiliano, porque el Imperio Romano había eliminado la posibilidad de que se alzaran públicamente discursos políticos que se permitiera criticar la actuación del emperador. La República había sido sustituida por el Imperio, y de manera paralela, se debilitó la democracia y consecuentemente el discurso público con intención persuasiva, es decir, el discurso retórico con la finalidad social y política que tuvo en sus momentos fundacionales. 
A partir de entonces, Europa no perderá ya nunca la tendencia a convertir la retórica en un mero tratado de estilo; eso sí, de gran importancia para la educación. Desaparecido el discurso de ideas políticas (ideas a defender en el ágora o en el senado democráticos), el único discurso con sentido dentro de ese sistema es el epidíctico (desaparecen o quedan muy larvados el judicial y el deliberativo); y el mecanismo retórico queda predominantemente reducido a una única operación retórica, la elocutio, un conjunto de mecanismos de confección discursiva con la intención de adecuar ideas y palabras, de escribir correctamente, y de adornar cualquier discurso por medio de tropos y figuras. Se convierte la retórica en un inventario de tropos y figuras retóricas bajo la idea de sermo ornatus, una concepción que no se superará hasta el siglo XX. 
La retórica, incluso en esta forma reducida, fue en un permanente declive (con leves remontadas) hasta su decadencia absoluta en el siglo XIX; en cuyos tratados escolares (tuvo presencia en las escuelas hasta los inicios del siglo XX) seguía entendiéndose exclusivamente como “el arte de hablar con propiedad, elegancia y convencimiento”, tal y como leemos, por ejemplo, en las Lecciones de Retórica y Poética de Herrera Dávila y Alvear, publicadas en Sevilla en 1827. 

### La nueva retórica delsigloXX
A partir de la segunda mitad del siglo XX, los estudios retóricos se revitalizaron consecuencia de la recuperación de su sentido originario: el de decidir sobre asuntos capitales en las democracias de la nueva civilización mediática. Así pues, la retórica recuperó un lugar destacado dentro de los estudios humanísticos y de las ciencias sociales ya que se presentaba como una herramienta capaz de estudiar los discursos dedicados a la persuasión de masas, en diferentes variedades como el discurso propagandístico, publicitario o informativo.
El redescubrimiento de la retórica, conforme fue avanzando el siglo XX, se inició con la exhumación erudita de la vieja retórica; pero, en el siglo de la lingüística, pronto se la reconoció como un poderoso fundamento, que podía reformularse en una nueva retórica general, que se convirtiera en un eficaz mecanismo de confección y análisis discursivo de la comunicación mediática contemporánea. 
No fue unitario el modo en que los filólogos, lingüistas y analistas del discurso se acercaron al mecanismo retórico:
- Por un lado, hubo una serie de propuestas que trataron de realizar un reinventariado de tropos y figuras. Estas fueron simples reformulaciones, desde la lingüística (disciplina propia del siglo XX), del tradicional inventario de tropos y figuras retóricas. Eran planteamientos que, con nuevas nomenclaturas (las del estructuralismo reinante), seguían entendiendo la elocutio como sermo ornatus. Fue el caso, por ejemplo, del Grupo µ quienes en su llamada Retórica general (1970) ofrecían un reinventario de tropos y figuras.[2]
- También hubo propuestas de elaboración de una nueva retórica general. Estas fueron más novedosas y, de haberse llevado a cabo, habrían consistido en la fragua moderna de una ciencia general del discurso, pero pronto desapareció la confianza en la teoría[3] que se había alzado con fuerza en los primeros tiempos del estructuralismo. La persona que con más firmeza hizo la propuesta en España, Antonio García Berrio, acabó cayendo en una especie de desencanto y de falta de fe ante una labor de tal magnitud.[4] Con todo, en esta línea fue donde con más claridad se defendió la vuelta a la totalidad del mecanismo retórico a la hora de hacer análisis discursivo. García Berrio había pensado entonces en una nueva retórica general como cuerpo teórico que permitiera valorar de una manera rigurosa todos los recursos de la expresividad lingüística en el momento de su puesta en acto. Su encuentro con la teoría del texto en los primeros años ochenta, representa un impulso a su acariciada idea de una retórica general, pues ve en ella un modelo de construcción y de análisis de textos que recuerda al poderoso mecanismo de la antigua disciplina. Cuando se realiza ese encuentro, ya se veía secundado por su discípulo Tomás Albaladejo.
- Por otro lado, hubo una serie de propuestas que se basaron en la crítica y reformulación del tradicional concepto de sermo ornatus: esta fue la tercera vía de recuperación de la retórica en la segunda mitad del siglo XX y consiguió que la elocutio pasara a ocupar un plano muy secundario en el interés de los estudiosos del mecanismo de confección y análisis del discurso retórico. Se atendió entonces a ámbitos hasta entonces muy desatendidos, que eran propios de otras operaciones retóricas, como es el caso de la teoría de la argumentación, con un importante desarrollo a partir de los tratados de Chaïm Perelman y Stephen Toulmin, hasta llegar al enfoque pragmadialéctico de los profesores Frans Van Eemeren y Rob Grootendorst.

Por ende, se puede concluir que el panorama de los nuevos estudios retóricos se concretaba en estas dos líneas: una que seguía considerando la retórica como inventario de tropos y figuras retóricas, cuyo estudio ahora se afrontaba con la nueva nomenclatura aportada por el siglo XX, por lo que no hacía una crítica en profundidad al tradicional concepto de sermo ornatus ni cambiaba el pensamiento sobre la retórica como tratado de estilística; y otra línea que, en su interés por la recuperación del mecanismo total de la construcción del discurso retórico, reducía la tercera operación retórica a puro revestido lingüístico de la labor realizada en las operaciones inventiva y dispositiva.

### La recuperación de laelocutio
En este punto del desarrollo de los estudios sobre retórica se hacía necesario dar un tercer paso, que David Pujante planteó en un artículo que publicó en la revista Rétor de la Asociación Argentina de Retórica: la reasunción del predominio de la tercera operación retórica, pero no como una vuelta a la tradición estilística sino desde una profunda visión ontológica, recuperando una vez más la razón retórica que asumieron los sofistas, que había planteado la tradición humanista del siglo XIV y que luego había impregnado el pensamiento de Vico en los siglos XVII-XVIII.
Si bien la elocutio se había convertido en la base de la tratadística retórica a partir de la Segunda Sofística, esa hegemonía operacional no respondía a las razones retóricas que le podrían haber dado tal preponderancia, a saber, que en el discurso se construye la realidad y que esta se manifiesta en la concreción actuativo-lingüística. Una vez que se perdió la básica razón política de la retórica, el problema de la construcción discursivo-interpretativa de la realidad quedó neutralizado o minimizado. La retórica quedó reducida a un ejercicio discursivo-cultural de principios culturalmente asumidos; y la función elocutiva perdió su capacidad de descubrir y decir el mundo, quedando en puro esteticismo expresivo de la ideología política, religiosa, cultural en general, imperante, y no opinable.
En el artículo de Rétor, Pujante comenta que la razón epistemológica de la preterición moderna de la elocutio se encuentra en la predominante visión de la construcción del discurso de origen cartesiano y aristotélico; una visión que ha imperado en los planteamientos de las teorías del texto y del discurso. La constituye un pensamiento basado en la argumentación racional con pretensión de objetividad, y que descansa en la referencia a lo real. Entendiendo lo real como independiente de nosotros y como algo que nos es objetivamente accesible. Nuestro acceso privilegiado a esa realidad objetiva hace universalmente válidos nuestros argumentos. Es un hábito de pensamiento asentado con el racionalismo moderno y que cala profundamente a través de las revoluciones científicas de los últimos siglos. Es el hábito de considerar el modelo de la construcción de nuestro pensamiento sobre el mundo como la estructura real y exclusiva del universo.
Pero esta visión cartesiana se da de bruces contra la tradición hermenéutico-retórica, una tradición que resulta criticada y negada en cuanto nos salimos de su aplicación al ámbito puramente literario. Que el lenguaje sea creativo no es problema, si no entra en conflicto con la realidad objetiva. Cuando se dice que el discurso construye la realidad y está implicado el sujeto en ello, entonces surgen de nuevo las chispas del enfrentamiento antiguo entre filósofos y sofistas.
Devolver a la elocutio su hegemonía hoy, pasa necesariamente por considerar que el contenido y la persuasión del contenido se gestionan en la construcción del discurso, por medio de todos sus niveles de formalización. La indisoluble unión entre forma y contenido, que con tanta fuerza defendió el formalismo de comienzos del siglo XX, ha sido sostenida por los teóricos de la literatura con gran empeño, pero parece no permeabilizar los estudios retóricos.

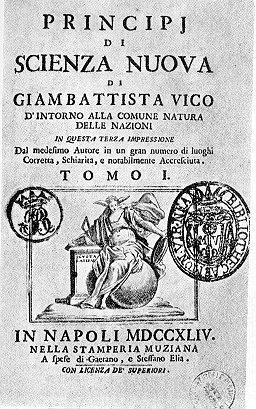
Portada de la edición de 1744 del libro Ciencia Nueva, de Giambattista Vico.

En esta línea de pensamiento se movieron los humanistas del siglo XIV y posteriormente Giambattista Vico, quien dice en su Ciencia Nueva que "el hombre ignorante [primitivo] se hace regla del universo" y que "ha hecho de sí mismo todo un mundo", por lo que los tropos, tenidos por ingeniosos inventos por muchos, en realidad "han sido los modos necesarios para explicarse de todas las primeras naciones" . Así que la mente humana sólo puede conocer lo que ella ha hecho, siendo la realidad social y cultural en la que participamos un artificio de los hombres, cuyos sentimientos y experiencias se significan discursivamente a través de cuatro tropos básicos: la metáfora, la metonimia, la sinécdoque y la ironía. Desde este planteamiento, la tropologización discursiva se contempla como procedimiento básico para conferir significado a los acontecimientos del mundo; algo que está muy alejado de la concepción de sermo ornatus, para la que el tropo o la figura eran un simple plus ornamental de los discursos, un añadido opcional que embellecía lo conceptualmente expuesto.

## La construcción retórico-discursiva del entendimiento humano
Se puede decir que la evolución de la retórica a partir de la segunda mitad del siglo XX ha conducido a dicha disciplina, lenta pero directamente, al encuentro con planteamientos del constructivismo radical, que, incluso antes que el ámbito humanístico contemporáneo, ha impregnado el mundo científico, con la crisis del paradigma clásico que protagonizan científicos como Werner Heisenberg o filósofos de la ciencia como Thomas Kuhn. Como nos resume Capra, “fue Heisenberg quien sembró la semilla que maduraría después de más de una década en una investigación sistemática de las limitaciones de la visión cartesiana del mundo".
En lo que respecta a la retórica, al volver a centrar el foco de interés en el aspecto elocutivo (entendida ahora la elocutio como un proceso de cognición lingüística, que hace conscientes nuestras experiencias y construye su sentido), se acerca definitivamente a la retórica a disciplinas de principios constructivistas; las cuales, a su vez, tienen una fuerte base en el pensamiento retórico original (el del homo rhetoricus), pues parten de un inevitable subjetivismo. El principio de indeterminación de Heisenberg "mide hasta qué punto el científico influye en las propiedades de los objetos observados a través del proceso de medición". Un claro eco de la famosa frase de Protágoras: "el hombre es la medida de todas las cosas", transmitida por tantos autores de la Antigüedad.
Propone esta línea, que David Pujante llama retórica constructivista, una retórica que no sólo se entienda como una teoría formal de los discursos que generan las sociedades, sino que, dando un paso más, estudia todos los recursos de la expresividad discursiva como construcciones que interpretan y procuran el entendimiento de las diferentes situaciones y actuaciones sociales a que dichos discursos responden. Una retórica constructivista siempre dará noticia analítica del esfuerzo que realizan los discursos por alumbrar nuevas realidades sociales. Convirtiéndose así en un mecanismo de reflexión social sobre los discursos que construyen la definición e interpretación del mundo en el que vivimos. Pues el mundo se entiende y se gestiona por medio de los diferentes géneros de discurso social.
Esta orientación se apoya, como se acaba de indicar, en el marco teórico-metodológico que parte de posiciones constructivistas del conocimiento y del discurso. Paradigma renovado en el siglo XX, pero que no es nuevo —si bien desatendido durante siglos de poder lógico-racionalista—, pues viene de la retórica antigua, pasa por la revitalización del humanismo latino (italiano) y tiene un defensor clave en los siglos XVII y XVIII en Giambattista Vico. En el siglo XX se ve su huella en la obra de Freud, Piaget, Croce y teóricos de la literatura como Frye o filósofos de la historia como White.